# Arzl im Pitztal
Arzl im Pitztal är en ort och  kommun i distriktet Imst i förbundslandet Tyrolen i Österrike. 
Kommunen består av sju orter (Ortschaften) (inom parentes invånarantal 1 januari 2024) :

- Arzl im Pitztal (1 895)
- Blons (54)
- Hochasten (64)
- Leins (320)
- Ried (95)
- Timls (127)
- Wald (605)